# Kraksaan Wetan
Kraksaan Wetan is een bestuurslaag in het regentschap Probolinggo van de provincie Oost-Java, Indonesië. Kraksaan Wetan telt 6119 inwoners (volkstelling 2010).